# Rusłan Solanyk
Rusłan Ołeksijowycz Solanyk, ukr. Руслан Олексійович Соляник (ur. 8 sierpnia 1984 w Połtawie, zm. 26 grudnia 2024) – ukraiński piłkarz, występujący na pozycji pomocnika, a wcześniej obrońcy.

## Kariera piłkarska
Wychowanek DJuSSz im.Horpynka w Połtawie. W 2002 rozpoczął karierę piłkarską w drugiej drużynie Metałurha Donieck. W 2003 wyjechał do Rosji, gdzie podpisał kontrakt z Lokomotiwem Moskwa, ale występował tylko w drużynie rezerw. W 2004 powrócił do Ukrainy, gdzie został piłkarzem klubu Worskła-Naftohaz Połtawa. Latem 2005 przeszedł do Krywbasa Krzywy Róg, ale ponownie występował tylko w rezerwowej i drugiej drużynie. Zimą 2006 podpisał 2-letni kontrakt z Tawrią Symferopol. Nie potrafił przebić się do podstawowej jedenastki, dlatego latem 2007 przeniósł się do Illicziwca Mariupol. W kwietniu 2009 opuścił mariupolski klub. Był na testach w klubach Obołoń Kijów i Zoria Ługańsk, ale został piłkarzem FK Ołeksandrija. W 2010 roku bronił barw kazachskiego Żetysu Tałdykorgan. 25 stycznia 2011 podpisał kontrakt z Czornomorciem Odessa. Po wygaśnięciu kontraktu opuścił odeski klub. Potem występował w klubach MFK Mikołajów, Kremiń Krzemieńczuk, Tytan Armiańsk i Inhułeć Petrowe. W 2016 przeszedł do Myru Hornostajiwka, w którym zakończył karierę piłkarską.

## Sukcesy i odznaczenia
- mistrz Pierwszej Lihi Ukrainy: 2008